# Dan Cloutier
Dan Cloutier (* 22. April 1976 in Mont-Laurier, Québec) ist ein ehemaliger kanadischer Eishockeytorwart und derzeitiger -trainer, der während seiner aktiven Karriere unter anderem bei den New York Rangers, Tampa Bay Lightning, Vancouver Canucks und Los Angeles Kings in der National Hockey League spielte. Sein Bruder Sylvain war ebenfalls ein professioneller Eishockeyspieler.

## Karriere
Dan Cloutier wurde NHL Entry Draft 1994 von den New York Rangers in der ersten Runde an Position 26 ausgewählt. Er spielte die folgenden zwei Jahre noch in der OHL und wechselte dann zum Farmteam der New York Rangers, den Binghamton Rangers, in die AHL. In der Saison 1997/98 kam er zu seinen ersten zwölf Einsätzen in der NHL. Auch in der darauf folgenden Saison kam er über den Posten als Back up-Goalie von Mike Richter nicht hinaus. Im Sommer 1999 wurde er von den Rangers zu den Tampa Bay Lightnings transferiert. Dort konnte er in der Saison 1999/2000 seine erste Spielzeit als Nummer 1 bestreiten. Im Februar 2001 wurde er zu den Vancouver Canucks transferiert, wo er es zum unumstrittenen Stammtorhüter schaffte. Den größten Erfolg mit Vancouver erreichte Cloutier in den Play-offs 2003, als sie in die zweite Runde einzogen.
Da die Saison 2004/2005 in der NHL abgesagt wurde, spielte Cloutier beim EC KAC in Klagenfurt, dem österreichischen Rekordmeister. Die Mannschaft schaffte es bis ins Finale der Play-offs.
Das erste Jahr nach dem Lockout verlief nicht besonders positiv für Cloutier. Im November 2005 erlitt er eine Knieverletzung bei einem Zusammenprall und fiel nach erst 13 absolvierten Spielen für den Rest der Saison aus. Im Sommer 2006 verpflichteten die Vancouver Canucks in einem Transfergeschäft mit Roberto Luongo einen Star-Torhüter. Für Cloutier war somit kein Platz mehr in Vancouver und er wurde zu den Los Angeles Kings transferiert.
In Los Angeles wechselte er sich zu Beginn der Saison 2006/07 mit Mathieu Garon als Stammtorhüter ab, allerdings brachte Cloutier deutlich schlechtere Leistungen, sodass Garon öfters den Vorzug erhielt. Begünstigt durch einen längeren verletzungsbedingten Ausfall von Garon bekam er mehr Eiszeit, doch Mitte Dezember 2006 wurde er selbst Opfer einer Schulterverletzung, fiel aber nur kurz aus. Doch nur zwei Wochen später zog er sich erneut eine Verletzung zu, diesmal an der Hüfte. Kurz darauf musste er sich einer Operation unterziehen und fiel für den Rest der Saison aus. Cloutier gehörte zum Zeitpunkt seines Ausfalls zu den schlechtesten Torhütern der Liga, mit nur sechs Siegen in 24 Spielen, einem Schnitt von fast vier Gegentreffern pro Spiel und einer Fangquote von 86 Prozent.
Zum Trainingscamp im September 2007 war er wieder fit, wurde aber nach zwei Wochen auf die Waiverliste gesetzt. Nachdem er von keinem anderen NHL-Team verpflichtet wurde, schickten ihn die Kings zu den Manchester Monarchs, ihrem Farmteam in der AHL. Während der Spielzeit 2008/09 war Cloutier vereinslos. Erst im Dezember 2009 wurde er von den Rockford IceHogs unter Vertrag genommen, blieb aber nur bis Ende des gleichen Monats bei den IceHogs.
Im Sommer 2010 beendete der Torwart seine aktive Laufbahn und wurde im Anschluss in der Funktion als Torwarttrainer bei den Barrie Colts in der Ontario Hockey League tätig.

## Kritik
- Während Cloutier in der regulären Saison meist einen guten Gegentordurchschnitt von ca. 2,4 Treffern pro Spiel und eine Fangquote von über 90 Prozent erzielen konnte, musste er pro Play-off-Spiel bisher durchschnittlich mehr als drei Gegentreffer hinnehmen und erzielte dabei eine Fangquote von nur 87,2 Prozent.

- Cloutier gilt als kampf- und streitlustig. So forderte er in seiner Zeit bei den New York Rangers die gesamte Bank des Lokalrivalen New York Islanders zu einer Schlägerei auf, nachdem er den Islander-Goalie Tommy Salo verprügelt hatte. Als er später bei den Tampa Bay Lightning spielte, wurde er wegen eines Tritts gegen den Kopf des Islanders-Stürmer Tim Connolly für vier Spiele von der NHL suspendiert.

## Erfolge und Auszeichnungen
- 1993 Memorial-Cup-Gewinn mit den Sault Ste. Marie Greyhounds
- 1996 OHL Second All-Star Team
- 1996 Dave Pinkney Trophy (gemeinsam mit Brett Thompson)
- 1997 AHL All-Rookie Team
- 2002 NHL-Spieler des Monats November

### International
- 1995 Goldmedaille bei der Junioren-Weltmeisterschaft

## Karrierestatistik
(Legende zur Torhüterstatistik: GP oder Sp = Spiele insgesamt; W oder S = Siege; L oder N = Niederlagen; T oder U oder OT = Unentschieden oder Overtime- bzw. Shootout-Niederlage; Min. = Minuten; SOG oder SaT = Schüsse aufs Tor; GA oder GT = Gegentore; SO = Shutouts; GAA oder GTS = Gegentorschnitt; Sv% oder SVS% = Fangquote; EN = Empty Net Goal; 1 Play-downs/Relegation; Kursiv: Statistik nicht vollständig)